# بدرو فرانكو
بدرو فرانكو ((بالإنجليزية: Pedro Franco)؛ مواليد 23 أبريل 1991) لاعب كرة قدم كولومبي يجيد اللعب في مركز قلب الدفاع مع منتخب كولومبيا ونادي بشيكتاش التركي.

## روابط خارجية
- بدرو فرانكو على موقع الاتحاد الدولي (مؤرشف)  (الإنجليزية)
- بدرو فرانكو على موقع الاتحاد الأوربي (الإنجليزية)
- بدرو فرانكو على موقع اتحاد تركيا (لاعب) (الإنجليزية)
- بدرو فرانكو على موقع قاعدة بيانات كرة القدم.إي يو (الإنجليزية)
- بدرو فرانكو على موقع ناشيونال فوتبول تيمز (الإنجليزية)
- بدرو فرانكو على موقع Soccerway.com (الإنجليزية)
- بدرو فرانكو على موقع عالم كرة القدم.نت (الإنجليزية)
- بدرو فرانكو على موقع كووورة
- بدرو فرانكو على موقع AS.com (الإسبانية)